# Ноль в нулевой степени

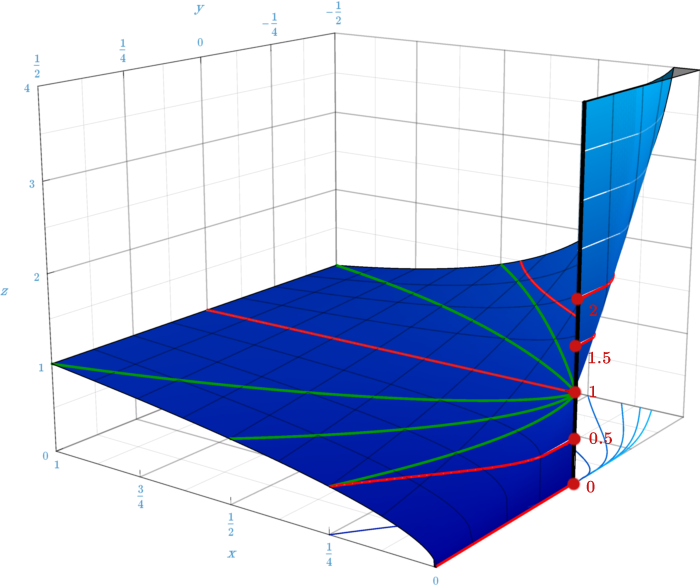
График функции z = x^{y} вблизи x = 0, y = 0

Выражение 0⁰ (ноль в нулевой степени) многие учебники и энциклопедии считают неопределённым и лишённым смысла. Связано это с тем, что функция двух переменных {\displaystyle f(x,y)=x^{y}} в точке {\displaystyle (0,0)} имеет неустранимый разрыв. В самом деле, вдоль положительного направления оси {\displaystyle X,} где {\displaystyle y=0,} она равна единице, а вдоль положительного направления оси {\displaystyle Y,} где {\displaystyle x=0,} она равна нулю. Поэтому никакое соглашение о значении 0⁰ не может дать непрерывную в нуле функцию.

## Соглашение 00= 1: аргументация сторонников
Некоторые авторы предлагают принять соглашение о том, что {\displaystyle 0^{0}} равно 1. В пользу подобного варианта приводятся несколько доводов. Например, разложение в ряд экспоненты:
{\displaystyle e^{x}=1+\sum _{n=1}^{\infty }{\frac {x^{n}}{n!}}}
можно записать короче, если принять {\displaystyle 0^{0}=1}:
{\displaystyle e^{x}=\sum _{n=0}^{\infty }{\frac {x^{n}}{n!}}}
(рассматриваемое соглашение используется при {\displaystyle x=0,\ n=0}).
Другое обоснование соглашения {\displaystyle 0^{0}=1} опирается на «Теорию множеств» Бурбаки: число различных отображений n-элементного множества в m-элементное равно {\displaystyle m^{n},} при {\displaystyle m=n=0} получаем отображение пустого множества в пустое, а оно единственно. Разумеется, это нельзя считать  доказательством (соглашения не нуждаются в доказательствах), тем более что в самой теории множеств соглашение {\displaystyle 0^{0}=1} не используется.
В любом случае соглашение {\displaystyle 0^{0}=1} чисто символическое, и оно не может использоваться ни в алгебраических, ни в аналитических преобразованиях из-за разрывности функции в этой точке, в противном случае может возникнуть ошибка. Пример для аналитических вычислений: функция {\displaystyle f(t)=(a^{-1/t})^{t},} где {\displaystyle a} — произвольное положительное вещественное число. При {\displaystyle t\to 0} мы получаем неопределённость типа {\displaystyle 0^{0},} и, если не отличать тип предела {\displaystyle 0^{0}} (где каждый из нулей обозначает стремление к нулю) и значение {\displaystyle 0^{0}} (где каждый из нулей и есть ноль), можно ошибочно посчитать, что предел равен 1. На самом деле данное выражение тождественно равно {\displaystyle a^{-1}.} Это означает, что бесконечно малая в бесконечно малой степени может в пределе дать любое значение, не обязательно единицу. Аналогичные ошибки могут быть сделаны, если использовать соглашение в алгебраических преобразованиях.

## История различных точек зрения
Дискуссия по поводу определения {\displaystyle 0^{0}} продолжается, по крайней мере, с начала XIX века. Многие математики тогда принимали соглашение {\displaystyle 0^{0}=1}, но в 1821 году Коши причислил {\displaystyle 0^{0}} к неопределённостям, таким, как {\displaystyle {\frac {0}{0}}.} В 1830-х годах Либри опубликовал неубедительный аргумент в пользу {\displaystyle 0^{0}=1} (см. Функция Хевисайда § История), и Мёбиус встал на его сторону, ошибочно заявив, что {\displaystyle \lim _{t\to 0^{+}}f(t)^{g(t)}=1} всякий раз, когда {\displaystyle \lim _{t\to 0^{+}}f(t)=\lim _{t\to 0^{+}}g(t)=0}. Обозреватель, который подписал своё имя просто как «S», предоставил приведённый выше контрпример {\displaystyle (e^{-1/t})^{t}}, и это немного успокоило дебаты. Больше исторических деталей можно найти в статье Кнута (1992).
Более поздние авторы интерпретируют ситуацию выше по-разному. Часть математиков считает, что {\displaystyle 0^{0}} должно быть определено как 1. Например, Кнут (1992) уверенно утверждает, что {\displaystyle 0^{0}} «должно быть 1», делая различие между значением {\displaystyle 0^{0}}, которое должно равняться 1, как это было предложено Либри, и предельной формой {\displaystyle 0^{0}} (аббревиатура для предела {\displaystyle f(x)^{g(x)}} где {\displaystyle f(x),g(x)\to 0}), что обязательно является неопределённостью, как указано Коши: «И Коши, и Либри были правы, но Либри и его защитники не понимали, почему истина на их стороне». Авторитетный сайт MathWorld, приведя мнение Кнута, всё же констатирует, что обычно значение {\displaystyle 0^{0}} считается неопределённым, несмотря на то, что соглашение {\displaystyle 0^{0}=1} позволяет в некоторых случаях упростить запись формул.
Другие математики утверждают, что наилучшее значение для {\displaystyle 0^{0}} зависит от контекста, и поэтому определение его раз и навсегда проблематично. Согласно Бенсону (1999), «Выбор, следует ли определять {\displaystyle 0^{0},} основан на удобстве, а не на правильности. Если мы воздержимся от определения {\displaystyle 0^{0}}, то некоторые утверждения становятся излишне неудобными. <…> Консенсус заключается в использовании определения {\displaystyle 0^{0}=1}, хотя есть учебники, которые воздерживаются от определения {\displaystyle 0^{0}}».
В России Большая российская энциклопедия, Большая советская энциклопедия, Математический энциклопедический словарь, Справочник по элементарной математике Выгодского, школьные учебники и другие источники однозначно характеризуют {\displaystyle 0^{0}} как выражение, не имеющее смысла (неопределённость).

## Раскрытие неопределённости 00
Если даны две функции {\displaystyle f(x)} и {\displaystyle g(x)}, которые стремятся к нулю, то предел {\displaystyle f(x)^{g(x)}} в общем случае, как показано выше, может быть любым. Таким образом, с этой точки зрения {\displaystyle 0^{0}} является неопределённостью. Для нахождения предела {\displaystyle f(x)^{g(x)}} в этом случае пользуются методами раскрытия неопределённости — как правило, сначала взяв логарифм от данного выражения:
{\displaystyle \ln \left(f(x)^{g(x)}\right)={\frac {g(x)}{\frac {1}{\ln f(x)}}}},
а потом воспользовавшись правилом Лопиталя.
Однако при определённых условиях этот предел будет действительно равен единице. А именно: если функции {\displaystyle f} и {\displaystyle g} являются аналитическими в точке {\displaystyle 0} (то есть в некоторой окрестности точки {\displaystyle 0} совпадают со своим рядом Тейлора), и {\displaystyle f(0)=g(0)=0}, а {\displaystyle f(x)>0} в окрестности {\displaystyle (0,\delta )}, то предел {\displaystyle f(x)^{g(x)}} при {\displaystyle x} стремящемся к нулю справа равен 1.
Например, таким образом можно сразу убедиться, что 
{\displaystyle \lim _{x\to 0^{+}}x^{x}=1,}
{\displaystyle \lim _{x\to 0^{+}}(\sin x)^{\operatorname {tg} x}=1,}
{\displaystyle \lim _{x\to 0^{+}}\left(e^{x+1}-e\right)^{x}=1.}
При этом надо не забывать, что если хотя бы одна из функций не разлагается в ряд Тейлора в точке 0 или {\displaystyle f(x)} тождественно равен 0, то предел может быть любым, или может не существовать. Например,
{\displaystyle \lim _{x\to 0^{+}}x^{a/\ln x}=e^{a},}
{\displaystyle \lim _{x\to 0^{+}}\left(e^{-1/x}\right)^{x}=e^{-1},}
{\displaystyle \lim _{x\to 0^{+}}0^{x}=0.}

## Комплексный случай
Для комплексных чисел {\displaystyle u,v} выражение вида {\displaystyle u^{v}} для {\displaystyle u\neq 0} многозначно и определяется как {\displaystyle e^{v\operatorname {Ln} u}}, Однако комплексный логарифм {\displaystyle \operatorname {Ln} 0} не определён ни в какой своей ветви, и это лишает смысла любое соглашение не только для {\displaystyle 0^{0},} но и для любого {\displaystyle 0^{z},} хотя часть авторов предлагает при {\displaystyle z\neq 0} принять соглашение {\displaystyle 0^{z}=0}.

## В компьютерах
Стандарт IEEE 754-2008, описывающий формат представления чисел с плавающей запятой, определяет три функции возведения в степень:
- Функция для возведения в целую степень: {\displaystyle \operatorname {pown} (x,y)}. Согласно стандарту, {\displaystyle \operatorname {pown} (x,0)=1} для любого {\displaystyle x}, в том числе, когда  {\displaystyle x} равен нулю, NaN или бесконечности.
- Функция для возведения в произвольную степень: {\displaystyle \operatorname {powr} (x,y)} — по сути равная {\displaystyle \exp {\big (}y\ln(x){\big )}}. Согласно стандарту, {\displaystyle \operatorname {powr} (\pm 0,\pm 0)} возвращает значение «не число» NaN.
- Функция для возведения в произвольную степень, которая особо определена для целых чисел: {\displaystyle \operatorname {pow} (x,y)}. Согласно стандарту, {\displaystyle \operatorname {pow} (x,\pm 0)=1} для всех {\displaystyle x} (так же, как и {\displaystyle \operatorname {pown} (x,0)}). Данное соглашение в целом имеет разумное обоснование (см. ниже), однако вопрос может вызывать случай, когда x=NaN.

Во многих языках программирования ноль в нулевой степени равен 1. Например, в C++: pow(0, 0) == 1, в языке Haskell это верно для всех трёх стандартных операций возведения в степень: 0^0 == 1, 0^^0 == 1, 0**0 == 1. То же касается и стандартного калькулятора MS Windows.
Хотя общеизвестно, что {\displaystyle 0^{0}} — это неопределённость, поведение некоторых функций, возвращающих в данном случае {\displaystyle 1}, не является результатом соглашения или ошибкой, оно имеет логическое обоснование. Дело в том, что в компьютерной арифметике числовые данные подразделяются на целые и вещественные. Это может неявно использоваться в некоторых функциях, реализующих операцию возведения в степень. Например, так сделано в калькуляторе Windows и функции pow в C++. Для целого и вещественного показателя степени используются различные алгоритмы, и функция возведения в степень анализирует показатель: если он равен целому числу, то вычисление степени идёт по другому алгоритму, в котором отрицательные и нулевое основания степени являются допустимыми. Если показатель степени принадлежит множеству целых чисел и равен 0, а основание - вещественное число, то операцию {\displaystyle 0^{0}} следует определять не иначе как {\displaystyle \lim _{x\to 0}x^{0}}. Поскольку 0 в показателе точный, предельный переход касается только основания и (в отличие от случая, когда показатель тоже вещественный) определён однозначно и равен {\displaystyle 1}. Сказанное в полной мере относится и к случаю вычисления выражения {\displaystyle (\pm \infty )^{0}}.